# Labro, Lazio
Labro är en stad och kommun i provinsen Rieti i den italienska regionen Lazio. Staden har anor från 900-talet. Bland sevärdheterna återfinns kyrkan Santa Maria Maggiore och borgen Castello Nobili Vitelleschi.

## Bilder
| - Församlingskyrkan Santa Maria Maggiore. - Borgen Castello Nobili Vitelleschi. |